# Ave Ninchi
Ave Maria Ninchi (Ancona, 14 dicembre 1915 – Trieste, 11 novembre 1997) è stata un'attrice e conduttrice televisiva italiana.

## Biografia

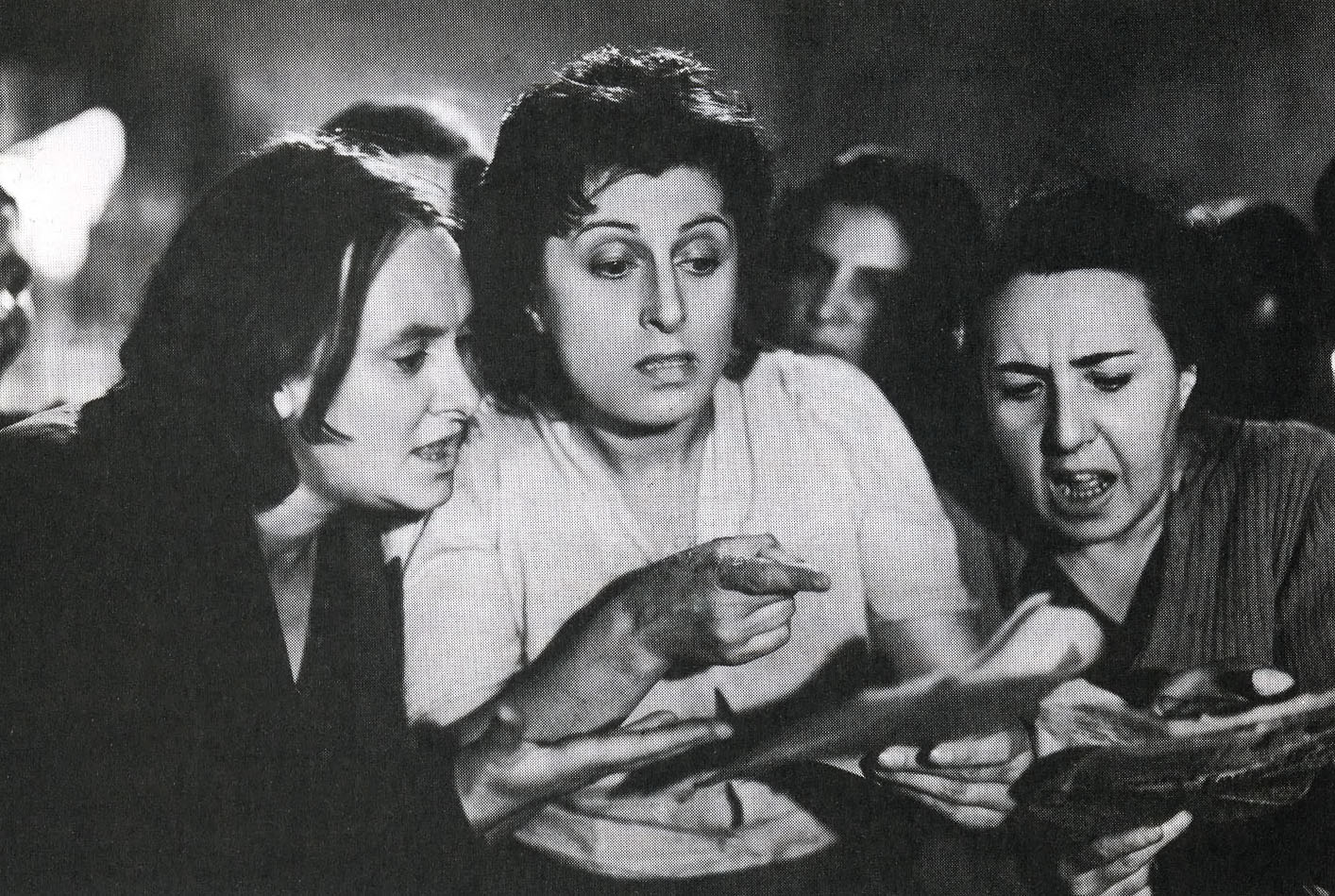
Ave Ninchi e Anna Magnani nel film L'onorevole Angelina (1947)

Figlia di Umberto Ninchi e Fernanda Brugiapaglia, agiata famiglia di conciatori, respirò l'arte drammatica fin da bambina: la sua famiglia, anconetana, diede al teatro non solo i cugini di suo padre Annibale e Carlo, ma anche impresari teatrali e drammaturghi, tutti ruotanti intorno al Teatro delle Muse di Ancona. Ave seguì ben presto le orme di famiglia, lavorando già da piccola nel teatro: a cinque anni prese parte, al Teatro Verdi di Trieste, al Glauco di Ercole Luigi Morselli, interpretato dal cugino Annibale Ninchi.
L'attività lavorativa del padre fu poi causa di vari trasferimenti: prima a Trieste (dove rilevò la compagnia marittima del suocero) e poi a quindici anni di nuovo nelle Marche. Nel 1935 venne ammessa con pieni voti all'Accademia nazionale d'arte drammatica di Roma, usufruendo di una borsa di studio.
Nel 1939, durante una tournée in Sud America, incontrò Antonio Gianello col quale fu unita sentimentalmente e dal cui legame il 19 aprile 1940 nacque la figlia Marina.
Iniziò a lavorare nel teatro di rivista, partecipando nel 1945 a Cantachiaro di Franco Monicelli, Garinei e Giovannini, e a Soffia so'.... Contemporaneamente avvenne l'esordio nel cinema accanto ad Aldo Fabrizi, nel film Circo equestre Za-bum (1944), che fu seguito da una crescente popolarità, grazie a una lunga serie di pellicole cui prese parte, soprattutto di genere brillante, al fianco di grandi nomi come Totò, Aldo Fabrizi, Paolo Stoppa, Nino Taranto, Peppino De Filippo, Carlo Dapporto e Alberto Sordi. Era spesso impegnata in ruoli da caratterista, che interpretava in modo da rubare spesso la scena ai protagonisti, grazie alla sua figura corpulenta e aggraziata, alla sua spumeggiante vis comica e alla sua accattivante bonomia. Ave Ninchi diede prova delle sue ottime capacità recitative anche in film drammatici: per la sua interpretazione di Vivere in pace (1946) di Luigi Zampa si aggiudicò il Nastro d'argento.

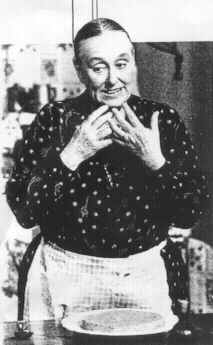
Ave Ninchi in una rubrica televisiva di cucina degli anni settanta

Dagli anni cinquanta agli anni settanta continuò a lavorare anche in teatro: fu ancora vivace interprete di diverse commedie musicali, come Un trapezio per Lisistrata e Un mandarino per Teo di Garinei e Giovannini, ma fu altrettanto abile attrice di prosa, in lavori come Questa sera si recita a soggetto di Pirandello, La contessina Giulia di Strindberg, Il campiello di Goldoni e I dialoghi delle Carmelitane di Bernanos. Nel 1965 fu accanto ad Anna Magnani nella rappresentazione de La lupa di Verga, per la regia di Franco Zeffirelli.
In televisione partecipò nel 1963 alle riprese dello sceneggiato televisivo Il mulino del Po e nel 1964 al varietà Za-bum. Nel 1971 lavorò nel popolare varietà Speciale per noi, al fianco di Aldo Fabrizi, Paolo Panelli e Bice Valori, per la regia di Antonello Falqui. Alla radio fu conduttrice nell'ottobre 1973 del programma mattutino "Voi ed Io" per un mese intero sul Programma Nazionale Radiorai tutti i giorni dal lunedì al sabato dalle 9 alle 11,30 (esperienza che ripetera' nell'aprile 1975).Inoltre sostituì Delia Scala nella conduzione della fortunata trasmissione A tavola alle 7, a fianco di Luigi Veronelli, dove parlava con grazia e competenza di temi culinari.
Nel 1973 Federico Fellini, per il doppiaggio di Amarcord, la chiamò per dare la voce "romagnola" alla napoletana Pupella Maggio per il personaggio di Miranda. In precedenza aveva svolto il lavoro di doppiatrice all'interno della società O.D.I. (sua la voce di Alma Kruger in Sabotatori di Alfred Hitchcock). Nel 1974 recitò in francese nel ruolo di Madame Georges, la proprietaria dell'albergo occupato dai nazisti, in Cognome e nome: Lacombe Lucien per la regia di Louis Malle, che fu il suo ultimo film.
Nel 1979 fu protagonista del telefilm giallo La vedova e il piedipiatti per la regia di Mario Landi, accanto a Veronica Lario. Nell'occasione l'attrice recitò nel ruolo di una massaia-investigatrice. Nel 1981 fu di nuovo in televisione con lo special Buonasera con... Ave Ninchi, in cui, oltre a ripercorrere la propria carriera, non si esimeva dal proporre ricette e consigli culinari. Sempre in TV, nei suoi ultimi anni di vita, comparve come presenza fissa nel cast del programma Il sabato dello Zecchino con i bambini del Piccolo Coro "Mariele Ventre" dell'Antoniano di Bologna. Nel 1989 la Rai le dedicò il programma biografico in quattro puntate Confidenzialmente Ave.
Ave Ninchi fu per diversi anni, a partire dal 1976, testimonial pubblicitaria dell'azienda avicola AIA, interpretando il personaggio della tipica casalinga italiana. Tifosa della Juventus, fu sovente ospite anche di trasmissioni televisive di carattere sportivo. Abbandonò definitivamente la TV culinaria per un ritorno al teatro, recitando nella Clizia di Machiavelli.
Passava molto tempo nella sua casa di campagna a Pomino, frazione di Rufina (FI), a contatto con la natura. Dopo la morte del marito decise di trasferirsi a Trieste, dove morì all'età di ottantuno anni, assistita dalla figlia Marina. L'attrice soffrive di una grave forma di diabete che l'aveva costretta a lunghi periodi di ricovero in ospedale. Riposa nel cimitero di Pomino-Rufina.

## Omaggi
Le è stato intitolato un viale a Roma. Dal dicembre 2013 un'area del Giardino pubblico Muzio de' Tommasini di Trieste porta il nome di piazzale Ave Ninchi. Le è stata inoltre intitolata una via nella sua città natale, Ancona.

## Filmografia

Ave Ninchi nel film Domenica d'agosto (1949)

### Cinema
- Circo equestre Za-bum, regia di Mario Mattoli (1944)
- Canto, ma sottovoce..., regia di Guido Brignone (1946)
- Un uomo ritorna, regia di Max Neufeld (1946)
- Un giorno nella vita, regia di Alessandro Blasetti (1946)
- Avanti a lui tremava tutta Roma, regia di Carmine Gallone (1946)
- Roma città libera, regia di Marcello Pagliero (1946)
- L'onorevole Angelina, regia di Luigi Zampa (1947)
- Natale al campo 119, regia di Pietro Francisci (1947)
- La figlia del capitano, regia di Mario Camerini (1947)
- Il delitto di Giovanni Episcopo, regia di Alberto Lattuada (1947)
- Vivere in pace, regia di Luigi Zampa (1947)
- Anselmo ha fretta, regia di Gianni Franciolini (1948)
- Anni difficili, regia di Luigi Zampa (1948)
- Cuore, regia di Duilio Coletti (1948)
- Yvonne la Nuit, regia di Giuseppe Amato (1949)
- I pompieri di Viggiù, regia di Mario Mattoli (1949)
- Il vedovo allegro, regia di Mario Mattoli (1949)
- Le mura di Malapaga, regia di René Clément (1949)
- I peggiori anni della nostra vita, regia di Mario Amendola (1949)
- Signorinella, regia di Mario Mattoli (1949)
- Emigrantes, regia di Aldo Fabrizi (1949)
- Amori e veleni, regia di Giorgio Simonelli (1949)
- Domenica d'agosto, regia di Luciano Emmer (1949)
- Cavalcata d'eroi, regia di Mario Costa (1950)
- La figlia del mendicante, regia di Carlo Campogalliani (1950)
- Domani è troppo tardi, regia di Léonide Moguy (1950)
- Duello senza onore, regia di Camillo Mastrocinque (1950)
- Sambo di Paolo William Tamburella (1950)
- Amori e veleni, regia di Giorgio Simonelli (1950)
- Totò cerca moglie, regia di Carlo Ludovico Bragaglia (1950)
- Patto col diavolo, regia di Luigi Chiarini (1950)
- I sette nani alla riscossa, regia di Paolo William Tamburella (1951)
- La famiglia Passaguai, regia di Aldo Fabrizi (1951)
- Parigi è sempre Parigi, regia di Luciano Emmer (1951)
- Il diavolo in convento, regia di Nunzio Malasomma (1951)
- Bellezze a Capri, regia di Luigi Capuano e Adelchi Bianchi (1951)
- Guardie e ladri, regia di Steno e Monicelli (1951)
- Messalina, regia di Carmine Gallone (1951)
- La famiglia Passaguai fa fortuna, regia di Aldo Fabrizi (1952)
- Serenata amara, regia di Pino Mercanti (1952)
- Papà diventa mamma, regia di Aldo Fabrizi (1952)
- Le ragazze di piazza di Spagna, regia di Luciano Emmer (1952)
- La presidentessa, regia di Pietro Germi (1952)
- Senza veli, regia di Carmine Gallone e Arthur Maria Rabenalt (1952)
- È arrivato l'accordatore, regia di Duilio Coletti (1952)
- La colpa di una madre, regia di Carlo Duse (1952)
- Totò e le donne, regia di Steno e Monicelli (1952)
- La domenica della buona gente, regia di Anton Giulio Majano (1953)
- Condannatelo!, regia di Luigi Capuano (1953)
- Madonna delle rose, regia di Enzo Di Gianni (1953)
- Gioventù alla sbarra, regia di Ferruccio Cerio (1953)
- Martin Toccaferro, regia di Leonardo De Mitri (1953)
- Canto per te, regia di Marino Girolami (1953)
- Aria di Parigi (L'Air de Paris), regia di Marcel Carné (1954)
- Delirio, regia di Giorgio Capitani (1954)
- La grande avventura, regia di Mario Pisu (1954)
- Totò cerca pace, regia di Mario Mattoli (1954)
- Il bigamo, regia di Luciano Emmer (1955)
- I pinguini ci guardano, regia di Guido Leoni (1955)
- Le diciottenni, regia di Mario Mattoli (1955)
- Uragano sul Po, regia di Horst Hachler (1956)
- Una pelliccia di visone, regia di Glauco Pellegrini (1956)
- I prepotenti, regia di Mario Amendola (1958)
- Serenatella sciuè sciuè, regia di Carlo Campogalliani (1958)
- Le notti dei teddy boys, regia di Leopoldo Savona (1959)
- La storia di una monaca (The Nun's Story), regia di Fred Zinnemann (1959)
- Prepotenti più di prima, regia di Mario Mattoli (1959)
- Le donne ci tengono assai, regia di Antonio Amendola (1959)
- Madri pericolose, regia di Domenico Paolella (1960)
- Un mandarino per Teo, regia di Mario Mattoli (1960)
- Delitto in pieno sole, regia di René Clément (1960)
- I Teddy boys della canzone, regia di Domenico Paolella (1960)
- Donne facili (Les bonnes femmes), regia di Claude Chabrol (1960)
- Walter e i suoi cugini, regia di Marino Girolami (1961)
- Le magnifiche 7, regia di Marino Girolami (1961)
- Parigi di notte (Paris vu par...), regia di Claude Chabrol (1961)
- Scandali al mare, regia di Marino Girolami (1961)
- Le ambiziose, regia di Antonio Amendola (1961)
- Gli italiani e le donne, epis. Chi la fa, l'aspetti, regia di Marino Girolami (1962)
- L'assassino si chiama Pompeo, regia di Marino Girolami (1962)
- Le motorizzate, regia di Marino Girolami (1963)
- I ragazzi dell'Hully Gully, regia di Marcello Giannini e Carlo Infascelli (1964)
- In ginocchio da te, regia di Ettore Maria Fizzarotti (1964)
- Le tardone, regia di Marino Girolami (1964)
- Cleopazza, regia di Carlo Moscovini (1964)
- Gli altri, gli altri... e noi, regia di Maurizio Arena (1967)
- Il sole è di tutti, regia di Domenico Paolella (1968)
- Il castello di carte (House of Cards), regia di John Guillermin (1968)
- I 2 magnifici fresconi, regia di Marino Girolami (1969)
- Saffo (Sapho ou La fureur d'aimer), regia di Georges Farrel (1971)
- Soffio al cuore (Le Souffle au coeur), regia di Louis Malle (1971)
- Il furto è l'anima del commercio!?..., regia di Bruno Corbucci (1971)
- I due assi del guantone, regia di Mariano Laurenti (1971)
- Colpiscono senza pietà (Pulp), regia di Mike Hodges (1972)
- Cognome e nome: Lacombe Lucien (Lacombe Lucien), regia di Louis Malle (1974)

### Televisione
- Le baruffe chiozzotte di Carlo Goldoni, regia di Carlo Lodovici, trasmessa il 26 luglio 1955.
- La scuola delle mogli di Molière, regia di Corrado Pavolini, trasmessa il 7 ottobre 1955.
- Bobosse di André Roussin, regia di Franco Enriquez, trasmessa il 19 febbraio 1956.
- Augusto di Raymond Castans, regia di Guglielmo Morandi, trasmessa il 29 aprile 1960.
- La coda della volpe di Alfio Berretta e di Vittorio Tocci, regia di Enrico Colosimo, trasmessa Programma Nazionale il 19 agosto 1960.
- Il viaggio del signor Perrichon di Eugène Labiche, regia di Alessandro Brissoni, 21 gennaio 1963.
- Demetrio Pianelli, regia di Sandro Bolchi – miniserie TV (1963)
- Lily Champagne, regia di Flaminio Bollini – commedia musicale (1968)
- Aria del continente (1970)
- Un mandarino per Teo (1971)
- Sorelle Materassi di Aldo Palazzeschi, regia di Mario Ferrero – miniserie TV (1972)
- La zuppiera di Robert Lamoureux, regia di Fulvio Tolusso (1974)
- L'acqua cheta di Augusto Novelli, regia di Vito Molinari (1974)
- Nel mondo di Alice, regia di Guido Stagnaro – miniserie TV (1974)
- La vedova e il piedipiatti, regia di Mario Landi, – miniserie TV, 6 episodi (1979)
- Arsenico e vecchi merletti di Joseph Kesselring, regia di Carlo Battistoni, 6 novembre 1983.

## Teatro
- Soffia so'... di Pietro Garinei e Sandro Giovannini, regia di Mario Mattoli, compagnia Za-Bum, Teatro Quattro Fontane di Roma, 13 gennaio 1945.
- Cantachiaro n.2 di Franco Monicelli, Italo De Tuddo, Pietro Garinei, Sandro Giovannini, regia Oreste Biancoli, Teatro Quattro Fontane di Roma, 17 maggio 1945.
- Ritorna Za-bum,[7] rivista di Marcello Marchesi e Mario Mattoli, con Carlo Ninchi, Ave Ninchi, Isa Pola e Roldano Lupi, andò in scena al Teatro Quirino di Roma dal 10 dicembre 1943 al 6 gennaio 1944 (durante l'occupazione tedesca)
- Hai fatto un affare di Aldo Fabrizi, Marcello Marchesi, Mario Mattoli, regia di Mario Mattoli, compagnia di Prosa Teatro Nostro, prima al Teatro Salone Margherita di Roma, il 14 settembre 1944.[8]
- Un mandarino per Teo, commedia musicale di Garinei e Giovanni, 1960

## Programmi televisivi
- Za-bum (Secondo Programma, 1964)
- Speciale per noi (Programma Nazionale, 1971)
- Tanto piacere (Secondo Programma, 1974)
- A tavola alle 7 (Programma Nazionale, 1974-1975; Rete 1, 1976)
- L'amico della notte (Rete 1, 1977)
- Tre stanze e cucina (Rete 1, 1979)
- Apriti Sabato (Rete 1, 1979)
- Buonasera con... (Rete 2, 1981)
- Il sabato dello Zecchino (Rai 1, 1988)
- Confidenzialmente Ave (Rai 2, 1989)

## Prosa radiofonica Rai
- Il cigno di Ferenc Molnár, trasmessa il 23 febbraio 1950.
- Il gorgheggio, radiocommedia di Franco Venturini, regia di Renato Mainardi, trasmessa il 10 novembre 1960.
- La signora pronto, pronto, varietà di Dumenil, Italo Terzoli e Bernardino Zapponi, regia di Pino Giglioli, trasmessa il 22 febbraio 1961.

## Doppiaggio
- Pupella Maggio in Amarcord, La Bibbia
- Alma Kruger in Sabotatori (doppiaggio originale)
- Geneviève Morel in Knock, ovvero il trionfo della medicina
- Lina Volonghi in La mano della morta
- Pina Renzi in Altri tempi - Zibaldone n. 1

## Riconoscimenti
- Nastro d'argento
  - 1947 – Migliore attrice non protagonista per Vivere in pace